# Lahnbahnhof
Lahnbahnhof besteht aus einer Häusergruppe und dem Bahnhof Leun/Braunfels und bildet mit der ehemaligen Gemeinde Leun einen Stadtteil der hessischen Stadt Leun im Lahn-Dill-Kreis.

## Geographie
Lahnbahnhof liegt im Lahntal zwischen Wetzlar und Weilburg am unteren Ende des Westerwaldes und ist das nördliche „Tor“ zum Taunus, was den Stadtteil bekannt macht.

## Lahnbahnhof heute
Lahnbahnhof bildet zusammen mit der ehemaligen Gemeinde Leun den größten Stadtteil der am 31. Dezember 1971 im Rahmen der Gebietsreform in Hessen neu gebildeten Stadt Leun.

## Wirtschaft und Infrastruktur

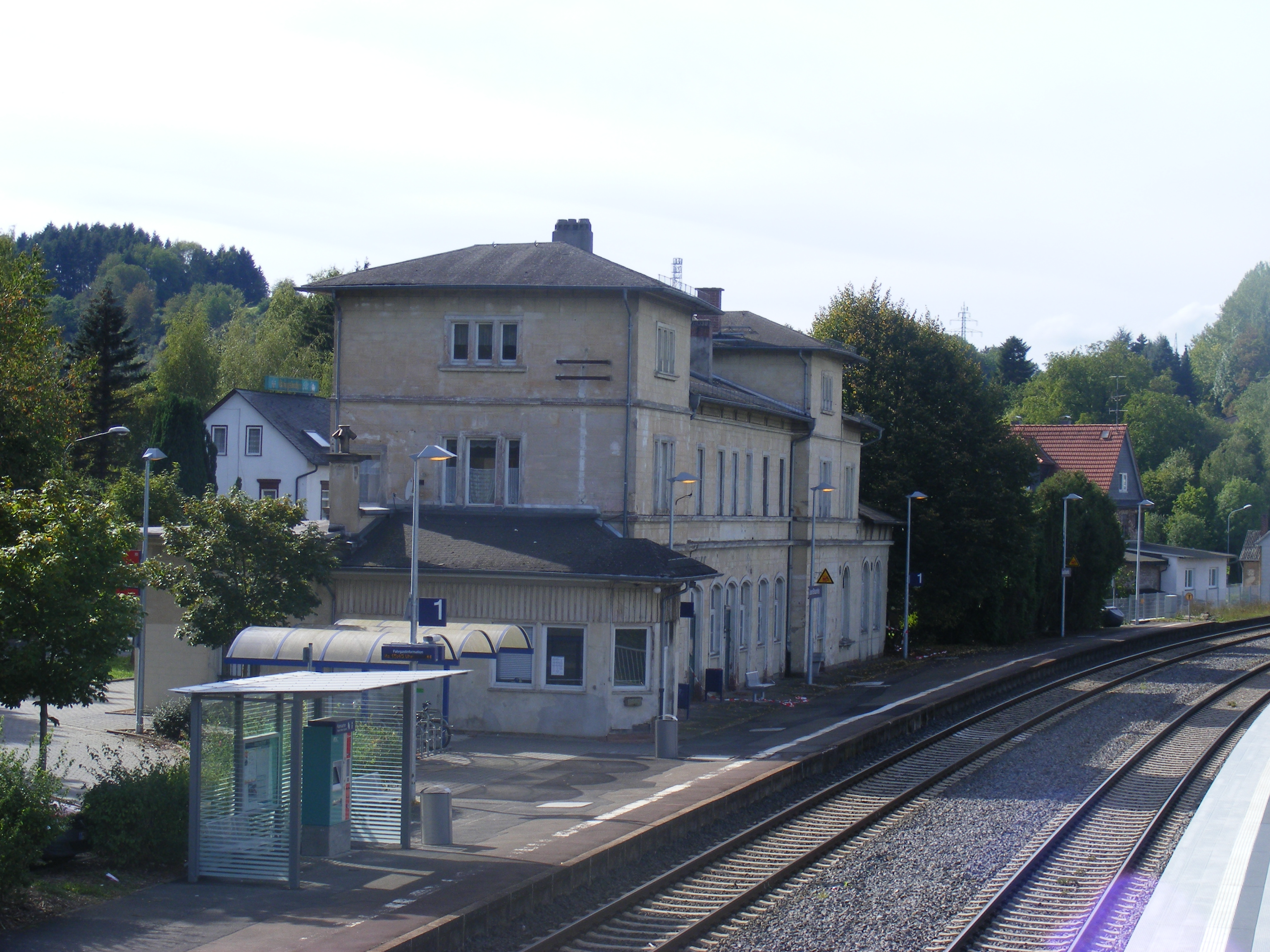
Bahnhof Leun/Braunfels

Das Parksanatorium bietet psychisch Kranken eine Rehabilitationsmöglichkeit an.

### Verkehr
In Lahnbahnhof befindet sich einer der beiden Leuner Bahnhöfe, Leun/Braunfels der Lahntalbahn. Der zweite befindet sich im Stadtteil Stockhausen. Früher zweigte hier die sogenannte Ernstbahn ab, die über Braunfels bis nach Philippstein führte und neben dem zeitweisen Personenverkehr vor allem vom Güterverkehr der naheliegenden Gruben profitierte.

### Tourismus
In Lahnbahnhof befindet sich eine Anlegestelle für Boote auf der Lahn.